# Зигмунд I фон Глайхен-Тона
Зигмунд I фон Глайхен-Тона 'Стари' (на немски: Siegmund I von Gleichen-Tonna; * 1421; † 8 март 1494, Тона) е граф на Глайхен-Тона.

## Произход
Той е син на граф Ернст VIII фон Глайхен († 16 юни 1426, убит в битката при Аусиг) и втората му съпруга Маргарета фон Хенеберг († 23 октомври 1427), вдовица на граф Гюнтер XIV (XXVIII) фон Шварцбург-Бланкенбург († 30 април 1418), дъщеря на граф Хайнрих XI фон Хенеберг-Шлойзинген († 1405) и маркграфиня Матилда фон Баден († 1425). Брат е на Констанца фон Глайхен (* ок. 1426), омъжена ок. 1452 г. за Лудвиг Шенк фон Таутенбург (* ок. 1425; † сл. 1466).
Зигмунд I фон Глайхен-Тона умира на 8 март 1494 г. в Тона и е погребан в църквата Св. Петър, Ерфурт.

## Фамилия
Първи брак: ок. 1453 г. с Агнес фон Кверфурт († 1461), дъщеря на граф Протце фон Кверфурт († 1426) и Агнес фон Байхлинген. Те имат децата:
- Маргарета фон Глайхен-Тона († 24 октомври 1518, убита в Копенбрюге, Пирмонт), омъжена 1480 г. за граф Йохан II фон Хонщайн († 1492), син на граф Ернст III фон Хонщайн († 1454) и Аделхайд фон Олденбург († 1492), сестра на крал Кристиан I от Дания († 1481)
- Ернст фон Глайхен-Тона (* пр. 1467 – ?)
- Зигмунд II фон Глайхен-Тона (* ок. 1470; † 10 април 1525), граф на Глайхен-Тона, сгоден 1476 г. женен на 27 януари 1482 г. в Бюдинген за Елизабет фон Изенбург († ок. 1543), дъщеря на граф Лудвиг II фон Изенбург († 1511) и графиня Мария фон Насау-Висбаден († 1480).
- Вилхелм фон Глайхен-Тона (* пр. 1467)
- ? Агнес фон Глайхен-Тона († 1536), омъжена за граф Гюнтер IV фон Мансфелд-Фордерорт († 5 септември 1526), син на граф Албрехт III фон Мансфелд-Фордерорт († 1484) и Сузана фон Бикенбах († 1530)

Втори брак: през 1462 г. с Катарина фон Шварцбург-Бланкенбург (* 2 февруари 1442; † 9 декември 1484), вдовица на Бурхард VII фон Мансфелд († 23 септември 1460), дъщеря на граф Хайнрих XXVI фон Шварцбург-Бланкенбург († 1488) и принцеса Елизабет фон Клеве († 1488). Бракът е бездетен.